# Жеруха
Жеру́ха (лат. Nasturtium) — род многолетних травянистых растений. Всего до 20 видов с цельными или перисто-надрезными листьями и небольшими желтыми или белыми цветами; стручки короткие, слегка согнуты, на длинных ножках.
Некоторые из видов жерух (жеруха обыкновенная, или водяной кресс) имеют применение в народной медицине (листья могут идти на салат, а семена заменять горчицу). Жерухой называются также некоторые сходные виды близких к ней крестоцветных сердечника гулявника. Ни технического, ни сельскохозяйственного значения жеруха не имеет.

## Виды
- Nasturtium africanum Braun-Blanq.
- Nasturtium coxii Phil.
- Nasturtium deserticola Phil.
- Nasturtium floridanum (Al-Shehbaz & Rollins) Al-Shehbaz & R.A.Price
- Nasturtium gambelii (S.Watson) O.E.Schulz
- Nasturtium hastatum Phil.
- Nasturtium microphyllum (Boenn. ex Rchb.) Rchb.
- Nasturtium officinale W.T.Aiton
- Nasturtium portoricense Spreng.
- Nasturtium tweediei O.E.Schulz
- Nasturtium × sterile (Airy Shaw) Oefelein